# Riyadh (vùng)
Vùng Riyadh (tiếng Ả Rập: منطقة الرياض Manṭiqat ar-Riyāḍ) là một vùng (mintaqah) của Ả Rập Xê Út, còn được gọi là Al-Wosta, nằm tại trung tâm của đất nước. Vùng có diện tích 404.240 km² và dân số đạt 6,777,146 (2010), là vùng lớn thứ nhì cả về diện tích (sau vùng Đông) và dân số (sau vùng Makkah). Thủ phủ của vùng là Riyadh, đây cũng là thủ đô của quốc gia. Trên 75% dân cư của vùng sống tại thành phố Riyadh. Theo điều tra vào năm 2004, 1.728.840 cư dân trong vùng không phải là công dân Ả Rập Xê Út (chiếm khoảng 31%), trong đó 1.444.500 người sống tại thủ đô Riyadh.

## Các tỉnh
Ngoài thủ đô Riyadh, vùng được chia thành 19 tỉnh (muhafazat) và một phó tỉnh (markaz):
- Layla (town)
- 'Afif
- al-Duwadmi
- al-Ghat
- al-Gway'iyyah
- al-Hareeg
- Al-Kharj
- Al Majma'ah
- Al-Muzahmiyyah
- al-Sulayyil
- Dhruma
- Dir'iyyah
- Hotat Bani Tamim
- Huraymila
- Rimah
- Shagra
- Thadig
- Wadi ad-Dawasir
- Thành phố Zulfy
- Phó tỉnh (markaz) Marat, gắn kết trực tiếp với Riyadh.
- Yabrin

## Lịch sử
| Giai đoạn                                                         | Từ   | Đến  | Thời gian |
| ----------------------------------------------------------------- | ---- | ---- | --------- |
| Nhà nước Saud thứ nhất                                            | 1744 | 1818 | 74 năm    |
| Khedivate xâm chiếm                                               | 1818 | 1824 | 6 năm     |
| Nhà nước Saud thứ hai, "giai đoạn một"                            | 1824 | 1838 | 14 năm    |
| Khedivate xâm chiếm "lấn hai"                                     | 1838 | 1843 | 5 năm     |
| Nhà nước Saud thứ hai, "giai đoạn hai"                            | 1843 | 1865 | 22 năm    |
| Nội chiến                                                         | 1865 | 1887 | 22 năm    |
| (Các cuộc chinh phục của Abdul Aziz Al-Saud) Nhà nước Saud thứ ba | 1902 | 1932 | 30 năm    |
| (Kết thúc chinh phục) "Vương quốc Ả Rập Xê Út"                    | 1932 | .... | ...       |

## Thống đốc
| Tên                                                                   | Thời gian                                              |
| --------------------------------------------------------------------- | ------------------------------------------------------ |
| Muhammad bin Saad bin Zaid                                            | 1929-1936                                              |
| Hoàng tử Nasser bin Abdulaziz                                         | 1937 - 28 tháng 5 năm 1947                             |
| Hoàng tử Sultan bin Abdulaziz                                         | 29 tháng 5 năm 1947 – 19 tháng 12 năm 1952             |
| Hoàng tử Nayef bin Abdulaziz On behalf of Prince Sultan bin Abdulaziz | 3 tháng 3 năm – 19 tháng 12 năm 1952                   |
| Hoàng tử Nayef bin Abdulaziz                                          | 20 tháng 12 năm 1952 – 18 tháng 4 năm 1955             |
| Hoàng tử Salman bin Abdul-Aziz On behalf of Prince Nayef              | 16 tháng 3 năm 1954 - 18 tháng 4 năm 1955              |
| Hoàng tử Salman bin Abdulaziz                                         | 18 tháng 4 năm 1955 – 22 tháng 9 năm 1960              |
| Hoàng tử Turki bin Abdul-Aziz On behalf of Prince Salman              | 10 - 21 tháng 10 năm 1957 – 1957; 31 tháng 10 năm 1960 |
| Hoàng tử Fawaz bin Abdulaziz                                          | 11 tháng 9 năm 1961 – 20 tháng 1 năm 1963              |
| Hoàng tử Badr bin Saud bin Abdulaziz                                  | 20 tháng 1 - 5 tháng 2 năm 1963                        |
| Hoàng tử Salman bin Abdulaziz                                         | 5 tháng 2 năm 1963 - 5 tháng 11 năm 2011               |
| Hoàng tử Sattam bin Abdulaziz                                         | 5 tháng 11 năm 2011-12 tháng 2 năm 2013                |
| Hoàng tử Khalid bin Bandar Al Saud                                    | 14 tháng 2 năm 2013 - 14 tháng 5 năm 2014              |
| Hoàng tử Turki bin Abdullah Al Saud                                   | 14 tháng 5 năm 2014 - 29 tháng 1 năm 2015              |
| Hoàng tử Faisal bin Bandar Al Saud                                    | 29 tháng 1 năm 2015 -                                  |